# Jamna (ave)
Jamna szybiaki es una ave paseriforme extinta de principios del período Oligoceno, encontrada en los depósitos fósiles de Jamna Dolna en Polonia, a los que debe su nombre genérico. Se piensa que esta pequeña ave, de la que se descubrió un bien preservado esqueleto que incluía plumas fosilizadas, era una especie frugívora u omnívora que vivía en bosques y zonas de arbustos.